# Hanskarl Schade
Hanskarl Schade (* 20. März 1915 in Dresden; † 12. April 2009 in La Pine, Oregon) war ein deutscher Opernsänger (Tenor).

## Leben und Wirken
Er war der Sohn von Max Emil Paul Schade, besuchte mit Unterbrechungen von 1940 bis 1947 das Konservatorium in Berlin und nahm von 1949 bis 1955 Unterricht bei Weißenborn in Berlin. 1947 stand er erstmals öffentlich in Gera auf der Bühne, wo er den Rudolf in La Boheme sang und danach den Städtischen Bühnen angehörte. Von 1948 bis 1950 gehörte er dem Ensemble der Städtischen Oper in Westberlin an, danach wechselte er nach Quedlinburg und Wismar und 1955 als Tenor an die Städtischen Bühnen nach Flensburg. 